# Kamarina

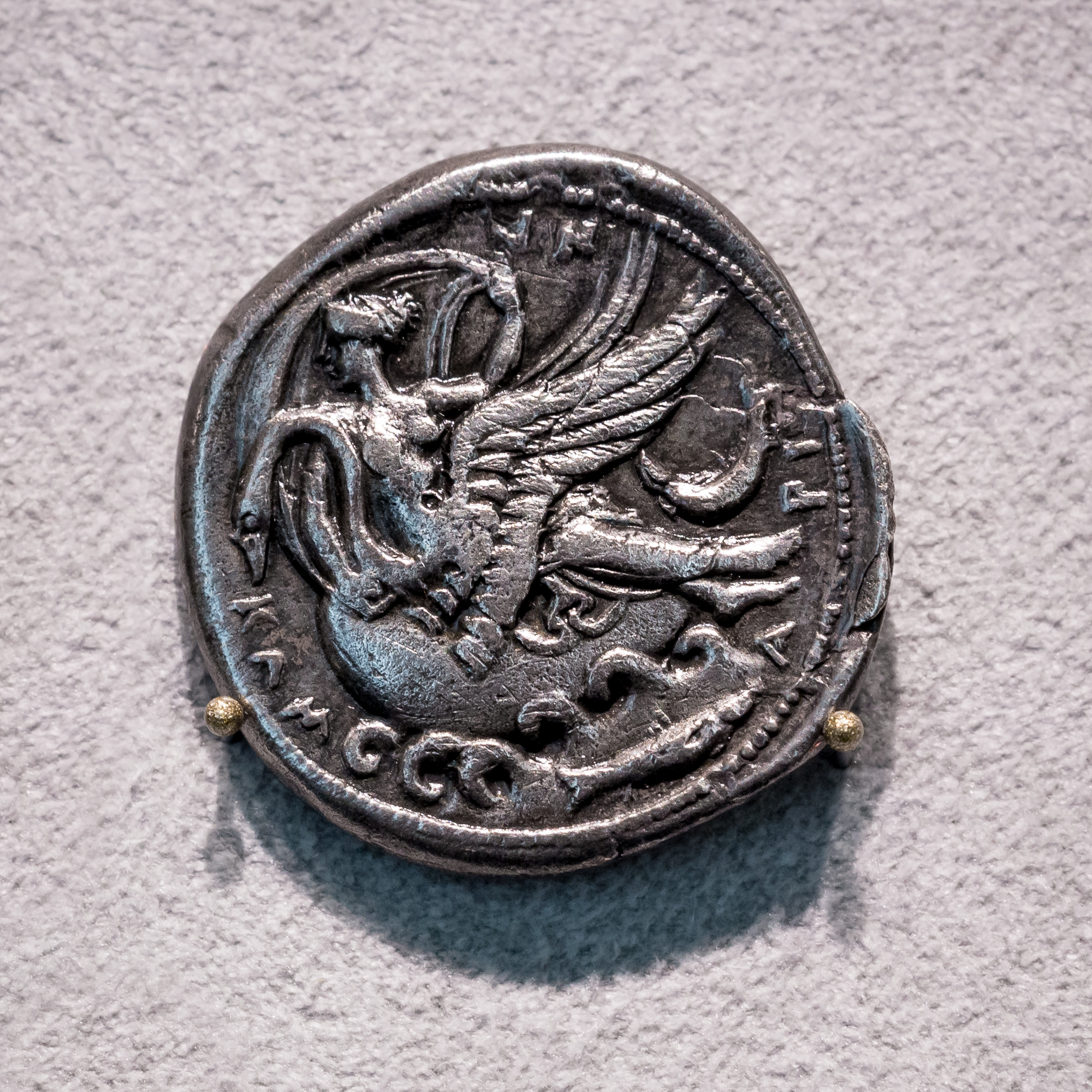
Nimfa Kamarina unoszona przez łabędzia (rewers miejscowej srebrnej didrachmy z końca V wieku p.n.e.)

Kamarina (gr. Καμάρινα Kamárina, łac. Camarina) – kolonia Syrakuz na południowo-wschodnim wybrzeżu Sycylii.

## Historia
Położona ok. 100 km na zachód od Syrakuz, pomiędzy rzekami Oanis i Hyparis (dzis. Ippari), na południowym brzegu tej drugiej (stanowiącej naturalną fosę obronną), u jej ujścia miała dwa porty . Założona według Tukidydesa (Wojna peloponeska VI 5,3) w roku 598 p.n.e., po buncie podjętym z udziałem miejscowych Sykulów przeciw Syrakuzańczykom, została ok. 550 p.n.e. przez nich zniszczona i włączona do strefy ich posiadłości sycylijskich. Tyran Gelon po opanowaniu Syrakuz dla pomnożenia ich populacji przesiedlił tam całą ludność Kamariny. W okresie wojny peloponeskiej początkowo występowała wiernie po stronie Aten, później jako sprzymierzeniec Syrakuz, przeciwko nim, w sojuszu z symmachią spartańską. W latach konfliktu tyrana Dionizjusza z Kartaginą część ludności opuściła miasto, które ostatecznie zostało przez Kartagińczyków przejęte i wśród kilku innych zmuszone do zburzenia własnych umocnień oraz płacenia stałego trybutu.
Ostatniego okresu pomyślności miasto doświadczyło za rządów syrakuzańskiego Timoleona, który wyparł Kartagińczyków na zachód wyspy, a Kamarinę zasiedlił (339) nowymi osadnikami. W późniejszych czasach jej okolice pustoszone były przez wojska tyrana Agatoklesa  (309 p.n.e.) i przez Mamertynów (279), zanim w trakcie działań pierwszej wojny punickiej zdobyli je w 258 p.n.e. Rzymianie: miasto zostało zburzone, mieszkańcy sprzedani w niewolę .
Pindar w swym utworze (Oda olimpijska V, 2) wskazuje, iż nazwę kolonii wywodzono od patronującej pobliskiemu jezioru okeanidy Kamariny. Potwierdzeniem tego mitycznego przekazu jest wyobrażenie eponimicznej nimfy z łabędziem na lokalnych monetach emitowanych w V wieku p.n.e.
Polis tego nie należy mylić z italskimi miastami Camerinum i Cameria.